# I Need Love
«I Need Love» es el segundo sencillo del álbum Close to Seven de la artista alemana Sandra. La cara B del sencillo era una versión de la canción «Shadows Over My Head» del álbum de Michael Cretu Moon, Light & Flowers (1979). Fue el primer sencillo de Sandra después de «Japan ist weit», que no entró en las listas musicales alemanas. Aun así, Sandra y Michael fueron reconocidos como la pareja casada más exitosa del año, y fueron premiados con el Golden Europe Award en 1992.
La voz masculina que acompañaba a Sandra en la canción era la de Andy «Angel» Hard, cantante que también prestaría su voz en 1993 para el tema «Return to Innocence», del proyecto musical Enigma creado por Michael Cretu en 1990.
«I Need Love» se remezclaría posteriormente en 1995 y se incluiría en el sexto álbum de estudio de la cantante, titulado Fading Shades. 

## Sencillo
- Sencillo 7"

A: «I Need Love» (Radio Edit) - 3:18
B: «Shadows» - 3:50
- Sencillo 12"

A: «I Need Love» (Trance-Techno Mix) - 5:58
B1: «I Need Love» (Radio Edit) - 3:18
B2: «Shadows» - 3:50
- CD maxi

1. «I Need Love» (Radio Edit) - 3:18
2. «I Need Love» (Trance-Techno Mix) - 5:58
3. «Shadows» - 3:50